# Grand Prix Formule 1 van Duitsland 1972
De Grand Prix Formule 1 van Duitsland 1972 werd gehouden op 30 juli 1972 op de Nürburgring.

## Uitslag
| Positie | Nummer | Rijder                | Team         | Ronden | Tijd/Opgave         | Startplaats | Punten |
| ------- | ------ | --------------------- | ------------ | ------ | ------------------- | ----------- | ------ |
| 1       | 4      | Jacky Ickx            | Ferrari      | 14     | 1:42:12.3           | 1           | 9      |
| 2       | 9      | Clay Regazzoni        | Ferrari      | 14     | 48.3                | 7           | 6      |
| 3       | 10     | Ronnie Peterson       | March-Ford   | 14     | + 1:06.7            | 4           | 4      |
| 4       | 17     | Howden Ganley         | BRM          | 14     | + 2:20.2            | 18          | 3      |
| 5       | 5      | Brian Redman          | McLaren-Ford | 14     | + 2:35.7            | 19          | 2      |
| 6       | 11     | Graham Hill           | Brabham-Ford | 14     | + 2:59.6            | 15          | 1      |
| 7       | 26     | Wilson Fittipaldi Jr. | Brabham-Ford | 14     | + 3:00.1            | 21          |        |
| 8       | 28     | Mike Beuttler         | March-Ford   | 14     | + 5:10.7            | 27          |        |
| 9       | 6      | Jean-Pierre Beltoise  | BRM          | 14     | + 5:20.2            | 13          |        |
| 10      | 7      | François Cevert       | Tyrrell-Ford | 14     | + 5:43.7            | 5           |        |
| 11      | 1      | Jackie Stewart        | Tyrrell-Ford | 13     | Botsing             | 2           |        |
| 12      | 19     | Arturo Merzario       | Ferrari      | 13     | + 1 Ronde           | 22          |        |
| 13      | 16     | Andrea de Adamich     | Surtees-Ford | 13     | + 1 Ronde           | 20          |        |
| 14      | 15     | Tim Schenken          | Surtees-Ford | 13     | + 1 Ronde           | 12          |        |
| 15      | 8      | Chris Amon            | Matra        | 13     | + 1 Ronde           | 8           |        |
| NC      | 21     | Carlos Pace           | March-Ford   | 11     | Niet geklasseerd    | 11          |        |
| DNF     | 2      | Emerson Fittipaldi    | Lotus-Ford   | 10     | Versnellingsbak     | 3           |        |
| DNF     | 20     | Henri Pescarolo       | March-Ford   | 10     | Ongeluk             | 9           |        |
| DNF     | 3      | Denny Hulme           | McLaren-Ford | 8      | Motor               | 10          |        |
| DNF     | 14     | Mike Hailwood         | Surtees-Ford | 8      | Ophanging           | 16          |        |
| DNF     | 12     | Carlos Reutemann      | Brabham-Ford | 6      | Differentieel       | 6           |        |
| DNF     | 22     | Rolf Stommelen        | March-Ford   | 6      | Elektrisch probleem | 14          |        |
| DNF     | 25     | David Walker          | Lotus-Ford   | 6      | Olielek             | 23          |        |
| DNF     | 23     | Niki Lauda            | March-Ford   | 4      | Olielek             | 24          |        |
| DNF     | 27     | Derek Bell            | Tecno        | 4      | Motor               | 25          |        |
| DNF     | 29     | Dave Charlton         | Lotus-Ford   | 4      | Fysiek              | 26          |        |
| DNF     | 18     | Reine Wisell          | BRM          | 3      | Motor               | 17          |        |

## Statistieken
| Pole-position | Jacky Ickx | Ferrari | 7:07.0 |
| Snelste ronde | Jacky Ickx | Ferrari | 7:13.6 |

## Noot
- Dit was de tweehonderdste Grand Prix-start voor een Britse coureur.
- Eerste Grand Slam voor Jacky Ickx en voor een Belgische coureur.

1931 · 1932 · 1934 · 1935 · 1936 · 1937 · 1938 · 1939 · 1951 · 1952 · 1953 · 1954 · 1956 · 1957 · 1958 · 1959 · 1961 · 1962 · 1963 · 1964 · 1965 · 1966 · 1967 · 1968 · 1969 · 1970 · 1971 · 1972 · 1973 · 1974 · 1975 · 1976 · 1977 · 1978 · 1979 · 1980 · 1981 · 1982 · 1983 · 1984 · 1985 · 1986 · 1987 · 1988 · 1989 · 1990 · 1991 · 1992 · 1993 · 1994 · 1995 · 1996 · 1997 · 1998 · 1999 · 2000 · 2001 · 2002 · 2003 · 2004 · 2005 · 2006 · 2008 · 2009 · 2010 · 2011 · 2012 · 2013 · 2014 · 2016 · 2018 · 2019